# Horisme symmetrozona
Horisme symmetrozona là một loài bướm đêm trong họ Geometridae.